# A. den Doolaard
A. den Doolaard, pseudonyme de  Cornelis Johannes George (Bob) Spoelstra jr., né à Zwolle le 7 février 1901 et mort à Hoenderloo le 26 juin 1994, est un écrivain néerlandais.